# Antennatus coccineus
El ranisapo escarlata es la especie Antennatus coccineus, un pez marino de la familia de los antenáridos distribuido por los océanos Índico y Pacífico, así como en el mar Rojo.

## Anatomía
Son peces de tamaño pequeño, con una longitud máxima descrita de 13 cm. La forma general del cuerpo es la de la familia Antennariidae, con un color normalmente entre amarillo, rojo y pálido, a menudo con un característico punto oscuro sobre la base de la aleta dorsal; presenta tres espinas en la aleta dorsal, la última radio de la aleta pélvica es bifurcado y no presenta pedúnculo en la aleta caudal.

## Hábitat y biología
Es un pez bentónico marino de aguas superficiales entre 0 y 30 metros de profundidad, que vive siempre asociado a arrecifes de aguas tropicales, entre los 35º de latitud norte y los 40° de latitud sur; es fácil encontrarlo en charcas de marea.
Se alimenta de peces a los que acecha quieto y camuflado con su aspecto de roca o esponja, al tiempo que los atrae con el apéndice que tiene sobre su boca.

## Pesca
No es peligroso para los humanos pues no posee ningún tipo de veneno, pero no suele ser pescado y no se le encuentra en los mercados; sin embargo tiene un interés comercial por su frecuente uso para acuariología marina, por su belleza y buena aclimatación al acuario.